# Łaknąć
Łaknąć (oryg. Crave) - jednoaktowa sztuka teatralna autorstwa Sary Kane. Jej premiera odbyła się 13 sierpnia 1998 w Traverse Theatre w Edynburgu. Podczas premiery autorka została zaprezentowana jako Marie Kalvedon. Pseudonim został wywiedziony od miejscowości Kelvedon Hatch, gdzie autorka dorastała. Pozwolił jej także odciąć się od trzech poprzednich sztuk przepełnionych przemocą i seksem. „Łaknąć” prezentuje zupełnie inny styl i nie przynależy do nowego brutalizmu. Ma natomiast więcej wspólnego z teatrem absurdu. Kane zadedykowała sztukę swojemu przyjacielowi Markowi Ravenhillowi.

## Charakterystyka i struktura dramatu
Dramat posiada nielinearną konstrukcję. Kane nie napisała żadnych wskazówek scenicznych. Bohaterami sztuki są cztery postacie oznaczone jako A, B, C i M. W oryginale z samego dramatu można wywnioskować jedynie z kontekstu jakiej są płci. W dużej mierze pozostaje to kwestią interpretacji tłumacza, lub reżysera. W jednym z wywiadów Kane stwierdziła, że A zostało wywiedzione od Aleistera Crowleya i Antychrysta, B oznacza chłopca („boy”), C dziecko („child”), natomiast M matkę („mother”). Taka interpretacja znajduje częściowo potwierdzenie w samym dramacie, gdzie kilkukrotnie B zwraca się do M słowami „Mogłabyś być moją matką”. Teksty postaci przeplatają się nawzajem. Momentami prowadzą one ze sobą dialog, a niekiedy przeplatany monolog. Nawet, gdy bohaterowie prowadzą rozmowę, w większości przypadków nie jest pewne do kogo kierowane są ich słowa.  Cechą charakterystyczną fragmentów wypowiadanych przez B są wtręty z języków hiszpańskiego, niemieckiego i serbskiego. Kane w „Łaknąć” po raz pierwszy do swojej dramaturgii wprowadziła elementy autobiograficzne, poetycki styl, oraz strumień świadomości - elementy znane z jej późniejszego dzieła, zatytułowanego „Psychoza 4.48”. W dramacie pojawiają się odniesienia do „Ziemi jałowej” T.S. Eliota, oraz do stylu biblijnego w wypowiedziach A. „Łaknąć” porusza temat pragnienia, tęsknoty, bolu w miłości i odnosi się do takich zjawisk jak gwałt, kazirodztwo, morderstwo, narkomania, samobójstwo, czy niestabilność psychiczna. Dramat kończy się wizją białego, jasnego światła, co może oznaczać spełnienie miłości, jak też śmierć.

## Fikcyjna notatka biograficzna
Sarah Kane, ukrywając się pod pseudonimem Marie Kalvedon, zamieściła w programie teatralnym zmyśloną notatkę biograficzną na temat rzekomej Kalvedon. Oto jej fragment: 

Marie Kalvedon ma dwadzieścia pięć lat. Dorastała w Niemczech w brytyjskiej bazie wojskowej. Wróciła do Wielkiej Brytanii w wieku szesnastu lat, aby zakończyć swoją edukację. Została wysłana do St Hilda's College w Oksfordzie [...] Jej pierwsze opowiadania opublikowano w różnych europejskich czasopismach literackich. Jej tom poezji pod tytułem "Onzuiver" ("Nieczystość") wydano w Belgii i Holandii. [...] Obecnie mieszka ze swoim kotem o imieniu Grotowski w Cambridgeshire.

 Imię kota jest odniesieniem do polskiego reżysera teatralnego Jerzego Grotowskiego. Z kolei tytuł rzekomego tomiku wierszy „Nieczystość” może stanowić odniesienie do poprzedniego dramatu Kane, zatytułowanego „Oczyszczeni”.

## Inscenizacje w Polsce
23 stycznia 2009 roku „Łaknąć” wystawiono w Teatrze Polskim w Bydgoszczy w reżyserii Łukasza Chotkowskiego. W główne role wcielili się Dominika Biernat, Anita Sokołowska, Michał Czachor i Mateusz Łasowski.
14 lutego 2017 w Piskim Domu Kultury, Reżyser Marta Agata Chrzanowska, podjęła się próby przestawienia fragmentów sztuki Sary Kane ŁAKNĄĆ. W role główne wcielili się Amelia Zalewska, Sławomir Sikora, Marta Agata Chrzanowska. Adam Gabara, Makary Gabriel Bronikowski, Katarzyna Romot, Kinga Plona.

## Odniesienia w kulturze
- Islandzka piosenkarka Björk w 2001 na albumie Vespertine nagrała utwór zatytułowany „An Echo, A Stain”, oparty na sztuce.